# Vincent Impellitteri
Vincenzo Riccardo Impellitteri, anglicizzato in Vincent Richard Impellitteri (Isnello, 4 febbraio 1900 – Bridgeport, 29 gennaio 1987), è stato un politico italiano naturalizzato statunitense.
Nato a Isnello in Sicilia e cresciuto negli Stati Uniti dove la famiglia era emigrata nel 1901, Impellitteri compì studi in giurisprudenza e divenne esponente del Partito Democratico. Fu consigliere comunale a New York, città della quale divenne il 101º sindaco nel 1950; dopo l'esperienza politica fu giudice della corte criminale dello stato di New York.

## Biografia
Nato Vincenzo Impellitteri e figlio di un semplice ciabattino siciliano, lasciò l'Italia ancora in fasce emigrando negli Stati Uniti nel 1901. Penultimo di sei figli, riesce a integrarsi perfettamente nel tessuto sociale del paese ospitante, dopo un'infanzia e un'adolescenza nel Connecticut all'insegna delle ristrettezze, si pagò gli studi presso la Fordham University con il lavoro di facchino in un albergo, laureandosi in legge.
Inseritosi con i Democratici nella vita politica americana, fu prima presidente del Consiglio comunale (1945-1950) di New York, quindi fu sindaco della stessa città dal 1950, inizialmente come sostituto del dimissionario William O'Dwyer, fino al 1953. La carica di sindaco di New York prima e dopo di lui è stata ricoperta da altri tre italoamericani: Fiorello La Guardia, Rudolph Giuliani e Bill de Blasio. La visita del sindaco al suo luogo di nascita in Sicilia è documentata dallo scrittore Carlo Levi.
Lasciata la carica di sindaco Impellitteri ricoprì un altro ruolo prestigioso: quello di Giudice della Corte criminale dello Stato. Morì al Bridgeport Hospital di Bridgeport il 29 gennaio 1987, distrutto dalla malattia di Parkinson. Venne sepolto al Mount Saint Peter Catholic Cemetery di Derby.